# 나가사와 아즈사
나가사와 아즈사(일본어: 長澤 あずさ, 1988년 12월 30일~)는 일본의 AV 여배우이다. 도쿄 출신이다.

## 프로필
| 나가사와 아즈사 | 나가사와 아즈사  |
| --------------- | ---------------- |
| 성별            | 여성             |
| 출생            | 1988년 12월 30일 |
| 출신            | 일본 (도쿄)      |
| 신장 / 체중     | 162cm / 64kg     |
| 혈액형          | O형              |
| 쓰리사이즈      | B100-W63-H92cm   |
| 컵사이즈        | I컵              |
| 전속사          | S1, ATTACKERS    |
| 활동시기        | 2008년~2014년    |
| 취미            | 음악감상, 요리   |
| 특기            | 피아노           |